# Vängsjön, Västmanland
Vängsjön är en sjö i Lindesbergs kommun i Västmanland och ingår i Norrströms huvudavrinningsområde. Sjön har en area på 0,273 kvadratkilometer och ligger 54,1 meter över havet.

## Delavrinningsområde
Vängsjön ingår i det delavrinningsområde (660065-147084) som SMHI kallar för Inloppet i Vedevågssjön. Medelhöjden är 61 meter över havet och ytan är 33,34 kvadratkilometer. Räknas de 54 avrinningsområdena uppströms in blir den ackumulerade arean 1 267,88 kvadratkilometer. Arbogaån som avvattnar avrinningsområdet har biflödesordning 2, vilket innebär att vattnet flödar genom totalt 2 vattendrag innan det når havet efter 198 kilometer. Avrinningsområdet består mestadels av skog (52 procent) och jordbruk (26 procent). Avrinningsområdet har 1,24 kvadratkilometer vattenytor vilket ger det en sjöprocent på 3,7 procent. Bebyggelsen i området täcker en yta av 1,35 kvadratkilometer eller 4 procent av avrinningsområdet.